# Vinessa Antoine
Vinessa Antoine (née le 21 juillet 1983 à Toronto, Ontario, Canada) est une actrice canadienne notamment connu pour son interprétation de Judith Winter dans la série télévisée Les Vies rêvées d'Erica Strange.
Vinessa Antoine a commencé à étudier la danse classique à l'âge de quatre ans avec l’Alvin Ailey American Dance Theater. Elle a aussi effectué des tournées avec P. Diddy pendant six mois.
En 2023, elle apparait dans la série à succès Ginny & Georgia sur Netflix dans laquelle elle incarne Simone.

## Filmographie
Vinessa Antoine a joué le rôle d'Evidence Crocker dans la saison 2 de la série américaine Les Mystères de Haven en 2010.
- 2023 : Seven Veils d'Atom Egoyan